# Cary (Wisconsin)
Cary è un comune degli Stati Uniti, situato in Wisconsin, nella Contea di Wood.